# Distretto di Wangen
Il distretto di Wangen è stato uno dei 26 distretti del cantone di Berna in Svizzera. Confinava con i distretti di Aarwangen a est, di Burgdorf a sud e con il Canton Soletta (distretti di Wasseramt e di Lebern a ovest, di Thal a nord e di Gäu a nord-est). Il comune di Wangen an der Aare era il capoluogo del distretto. La sua superficie era di 129 km² e contava 23 comuni.
I suoi comuni sono passati alla sua soppressione al circondario dell'Alta Argovia.

## Comuni
- CH-4536 Attiswil
- CH-3376 Berken
- CH-3366 Bettenhausen
- CH-3366 Bollodingen
- CH-4539 Farnern
- CH-3376 Graben
- CH-3373 Heimenhausen
- CH-3475 Hermiswil
- CH-3360 Herzogenbuchsee
- CH-3375 Inkwil
- CH-4704 Niederbipp
- CH-3362 Niederönz
- CH-4538 Oberbipp
- CH-3367 Ochlenberg
- CH-4539 Rumisberg
- CH-3365 Seeberg
- CH-3367 Thörigen
- CH-3380 Walliswil bei Niederbipp
- CH-3377 Walliswil bei Wangen
- CH-3380 Wangen an der Aare
- CH-3374 Wangenried
- CH-4537 Wiedlisbach
- CH-4704 Wolfisberg

### Fusioni
- 2008: Herzogenbuchsee, Oberönz → Herzogenbuchsee
- 2009: Heimenhausen, Röthenbach bei Herzogenbuchsee, Wanzwil → Heimenhausen